# Wynand Hofmeyr
Pour les articles homonymes, voir Hofmeyr.
Wynand Hofmeyr, né le 12 novembre 1997,, est un coureur cycliste sud-africain. Il participe à des compétitions sur route et sur piste.

## Biographie
En 2023, il se distingue lors des championnats d'Afrique sur piste en terminant premier de l'américaine et de la poursuite par équipes, deuxième de la course à l'élimination et troisième de la poursuite individuelle. Il devient par ailleurs vice-champion national de l'omnium. Sur route, il remporte notamment une étape du Tour du Cap en 2025. 

## Palmarès sur route
- 2024
  - Durbie Dash Cycle Challenge[3]
- 2025
  - 3e étape du Tour du Cap

## Palmarès sur piste

### Championnats d'Afrique
- Le Caire 2023
  -  Médaillé d'or de la poursuite par équipes (ave Joshua van Wyk, Daniyal Matthews et Carl Bonthuys)
  -  Médaillé d'or de l'américaine (ave Carl Bonthuys)
  -  Médaillé d'argent de l'élimination
  -  Médaillé de bronze de la poursuite individuelle

### Championnats nationaux
- 2022
  - 2e du championnat d'Afrique du Sud de l'omnium
- 2023[4]
  -  Champion d'Afrique du Sud de poursuite par équipes (avec Carl Bonthuys, Daniyal Matthews et Joshua Louw)
  - 2e du championnat d'Afrique du Sud de l'omnium
  - 3e du championnat d'Afrique du Sud de l'élimination
- 2024
  -  Champion d'Afrique du Sud de poursuite par équipes (avec Carl Bonthuys, Daniyal Matthews et Ethan Kulsen)
  - 2e du championnat d'Afrique du Sud de l'élimination[5]
  - 3e du championnat d'Afrique du Sud de l'américaine[5]